# Édouard Leclerc
Édouard Leclerc (Landerneau, 20 novembre 1926 – Saint-Divy, 17 settembre 2012) è stato un imprenditore francese, fondatore nel 1945 della catena di supermercati E.Leclerc.

## Biografia
Sesto di una famiglia di quindici figli, crebbe in una famiglia cattolica e nel 1939 si iscrisse in seminario. Allo scoppio della seconda guerra mondiale rientrò in famiglia. Dopo la fine del conflitto riprese gli studi teologici e si laureò in filosofia.
La sua storia imprenditoriale scaturì da una ricerca personale, in cui la riforma della società potesse avvenire anche attraverso i canali commerciali, con la riduzione dei costi e l'allargamento della distribuzione ad ogni classe sociale.
Nel 1949 abbandonò il sacerdozio e divenne imprenditore, aprendo il primo punto vendita Leclerc a Landerneau. Nel tempo riuscì a creare una delle più importanti aziende di grande distribuzione in Francia.
Nel 2006 lasciò tutti gli incarichi operativi del gruppo al figlio Michel-Édouard.
Morì all'età di 85 anni il 17 settembre 2012 per un arresto cardio-respiratorio mentre era in casa a Saint-Divy, in Bretagna.
| Controllo di autorità | VIAF (EN) 73856236 · ISNI (EN) 0000 0000 8153 3378 · LCCN (EN) n86863830 · GND (DE) 170341259 · BNF (FR) cb11911951p (data) |